# Llengua tsez
Tsez, també conegut com a dido (цез мец cez mec en tsez; დიდო (dido) en georgià), és una llengua caucàsica nord-oriental que utilitzen unes 15.000 persones del poble tsez, un grup musulmà a les muntanyes Tsunta districtes del sud i oest de Daguestan a Rússia. El terme georgià dido es deriva de didi "gran".
El tsez no posseeix una tradició literària i està pobrament representat quant a les seves formes escrites. L'avar i el rus s'utilitzen com a llengües literàries en l'àmbit local, també encara a les escoles. No obstant això, s'han realitzat alguns intents per desenvolupar una ortografia estable tant per a l'idioma tsez com per a les llengües que hi tenen una estreta relació, principalment amb el propòsit de recollir i registrar el folklore tradicional; per això, sovint s'usa l'alfabet ciríl·lic basat en el que es fa servir per a l'àvar. En general, els homes posseeixen més fluïdesa en l'avar que les dones, i la gent jove tendeix a tenir més fluïdesa en el rus que en tsez, una situació de diglòssia que probablement es deu a la falta d'educació en i sobre la llengua pròpia.

## Aspectes històrics, socials i culturals

### Dialectes
L'idioma tsez es divideix en els següents dialectes, amb els seus noms tsez entre parèntesis:
- Asakh (Asaq)
  - Tsebari (Ceboru)
- Mokok (Newo)
- Kidero (Kidiro)
- Sagada (Sotaƛʼo)

El dialecte tsebari és utilitzat en els exemples donats en aquest article. El dialecte sagada es destaca per les seves notables diferències respecte als altres dialectes.
El bezhta, el hinukh, el hunzib i el khvarshi antigament es consideraven també dialectes de l'idioma tsez, encara que avui dia es consideren idiomes diferents encara que de la mateixa família.